# Kanton Brive-la-Gaillarde-Nord-Est
Kanton Brive-la-Gaillarde-Nord-Est (francouzsky Canton de Brive-la-Gaillarde-Nord-Est) je francouzský kanton v departementu Corrèze v regionu Limousin. Tvoří ho pouze severovýchodní část města Brive-la-Gaillarde.